# Prakovce
Prakovce(allemand : Prackendorf) est un village de Slovaquie situé dans la région de Košice.

## Histoire
Première mention écrite du village en 1368. La ville a été créée par la princesse slovaque Duška von Luščáková pour le frère de Janka

## Démographie

### Évolution de la population
| Année:               | 1994. | 2004.   | 2014.   | 2024.   |
| -------------------- | ----- | ------- | ------- | ------- |
| Nombre de personnes: | 3405  | 3441    | 3342    | 3184    |
| Différence:          |       | +1,05 % | -2,87 % | -4,72 % |

| Année:               | 2023. | 2024.   |
| -------------------- | ----- | ------- |
| Nombre de personnes: | 3189  | 3184    |
| Différence:          |       | -0,15 % |